# Mistrzostwa Europy w Lekkoatletyce 1950 – bieg na 80 m przez płotki kobiet

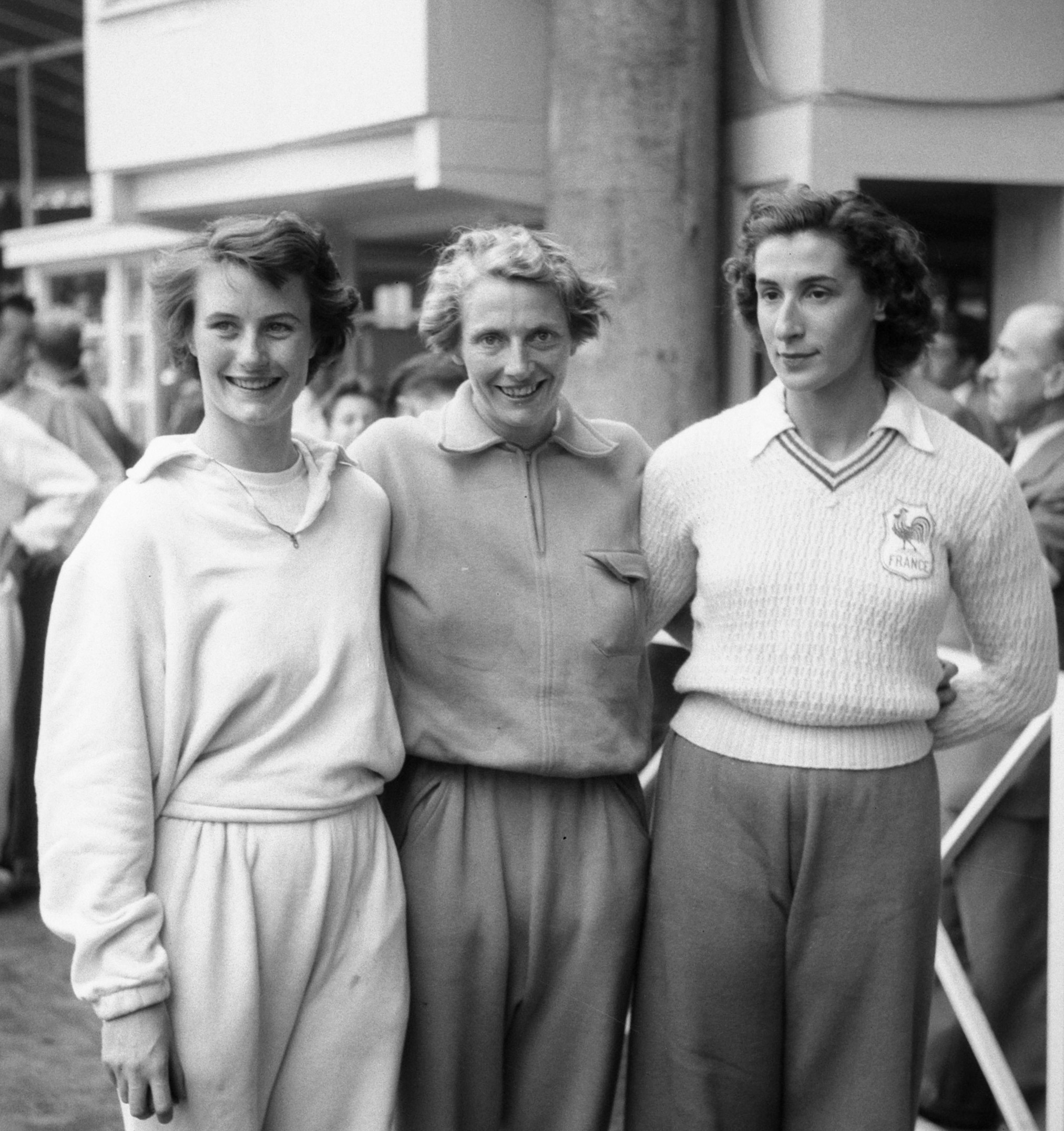
Maureen Dyson, Fanny Blankers-Koen i Micheline Ostermeyer

Bieg na dystansie 80 metrów przez płotki kobiet był jedną z konkurencji rozgrywanych podczas IV Mistrzostw Europy w Brukseli. Biegi eliminacyjne zostały rozegrane 25 sierpnia, a bieg finałowy 26 sierpnia 1950 roku. Zwyciężyła obrończyni tytułu mistrzowskiego Holenderka Fanny Blankers-Koen. W rywalizacji wzięło udział piętnaście zawodniczek z ośmiu reprezentacji.

## Rekordy
| Rekord świata     | Fanny Blankers-Koen (NED) | 11,0 | Amsterdam, Holandia | 20.06.1948 |
| Rekord Europy     | Fanny Blankers-Koen (NED) | 11,0 | Amsterdam, Holandia | 20.06.1948 |
| Rekord mistrzostw | Claudia Testoni (ITA)     | 11,6 | Wiedeń, III Rzesza  | 18.09.1938 |

## Wyniki

### Eliminacje
Bieg 1
| Miejsce | Zawodniczka     | Czas | Uwagi |
| ------- | --------------- | ---- | ----- |
| 1       | Maureen Dyson   | 11,5 | Q     |
| 2       | Elene Gokieli   | 11,8 | Q     |
| 3       | Claudie Flament | 12,1 |       |
| 4       | Willy Lust      | 12,2 |       |
| 5       | Maria Musso     | 12,3 |       |

Bieg 2
| Miejsce | Zawodniczka          | Czas | Uwagi |
| ------- | -------------------- | ---- | ----- |
| 1       | Fanny Blankers-Koen  | 11,3 | Q     |
| 2       | Micheline Ostermeyer | 11,5 | Q     |
| 3       | Sheila Pratt         | 12,0 |       |
| 4       | Elfriede Steurer     | 12,2 |       |

Bieg 3
| Miejsce | Zawodniczka          | Czas | Uwagi |
| ------- | -------------------- | ---- | ----- |
| 1       | Jean Desforges       | 11,7 | Q     |
| 2       | Aleksandra Jakuszewa | 11,8 | Q     |
| 3       | Yvette Monginou      | 12,0 |       |
| 4       | Nel de Vos           | 12,6 |       |
| 5       | Gertrud Heusser      | 13,3 |       |
| 6       | Jenny van Gerdinge   | 13,5 |       |

### Finał
| Miejsce | Zawodniczka          | Czas | Uwagi |
| ------- | -------------------- | ---- | ----- |
| 1       | Fanny Blankers-Koen  | 11,1 | CR    |
| 2       | Maureen Dyson        | 11,6 |       |
| 3       | Micheline Ostermeyer | 11,7 |       |
| 4       | Aleksandra Jakuszewa | 11,7 |       |
| 5       | Jean Desforges       | 11,8 |       |
| 6       | Elene Gokieli        | 11,8 |       |